# Моисеев, Василий Борисович
Василий Борисович Моисеев (14 марта 1948 года, Пенза) — российский руководящий работник высшей школы. Ректор Пензенского государственного технологического университета с 1989 по 2016 гг.  Заслуженный работник высшей школы Российской Федерации. Почётный работник науки и техники Российской Федерации.

## Биография
Родился 14 марта 1948 года в Пензе.
В 1971 году окончил Пензенский политехнический институт.
Работал ассистентом, старшим преподавателем, доцентом, заведующим кафедрой «Технология химического машиностроения» ППИ.
Кандидат технических наук (1979), доцент (1983).
С 1991 года — профессор, заведующий кафедрой «Технология общего и роботизированного производства» Пензенской государственной технологической академии.
В 1989 возглавил завод-втуз (с 1994 года — Пензенский технологический институт, с 2004 года — Пензенская государственная технологическая академия, с 2013 года — Пензенский государственный технологический университет).
Летом 2016 года был освобожден от должности ректора ПензГТУ после возбуждения уголовного дела по фактам масштабных злоупотреблений в вузе.    

## Награды
- Медаль ордена «За заслуги перед Отечеством» II степени;
- Медаль «За заслуги в проведении Всероссийской переписи населения»;
- Медаль К. Д. Ушинского
- Медаль 100 лет профсоюзам России
- Заслуженный работник высшей школы Российской Федерации;
- Почётный работник высшего профессионального образования Российской Федерации;
- Почётный работник науки и техники Российской Федерации;

- Памятный знак «За заслуги в развитии города Пензы» (27.02.2009)[2].